# Patata de Prades

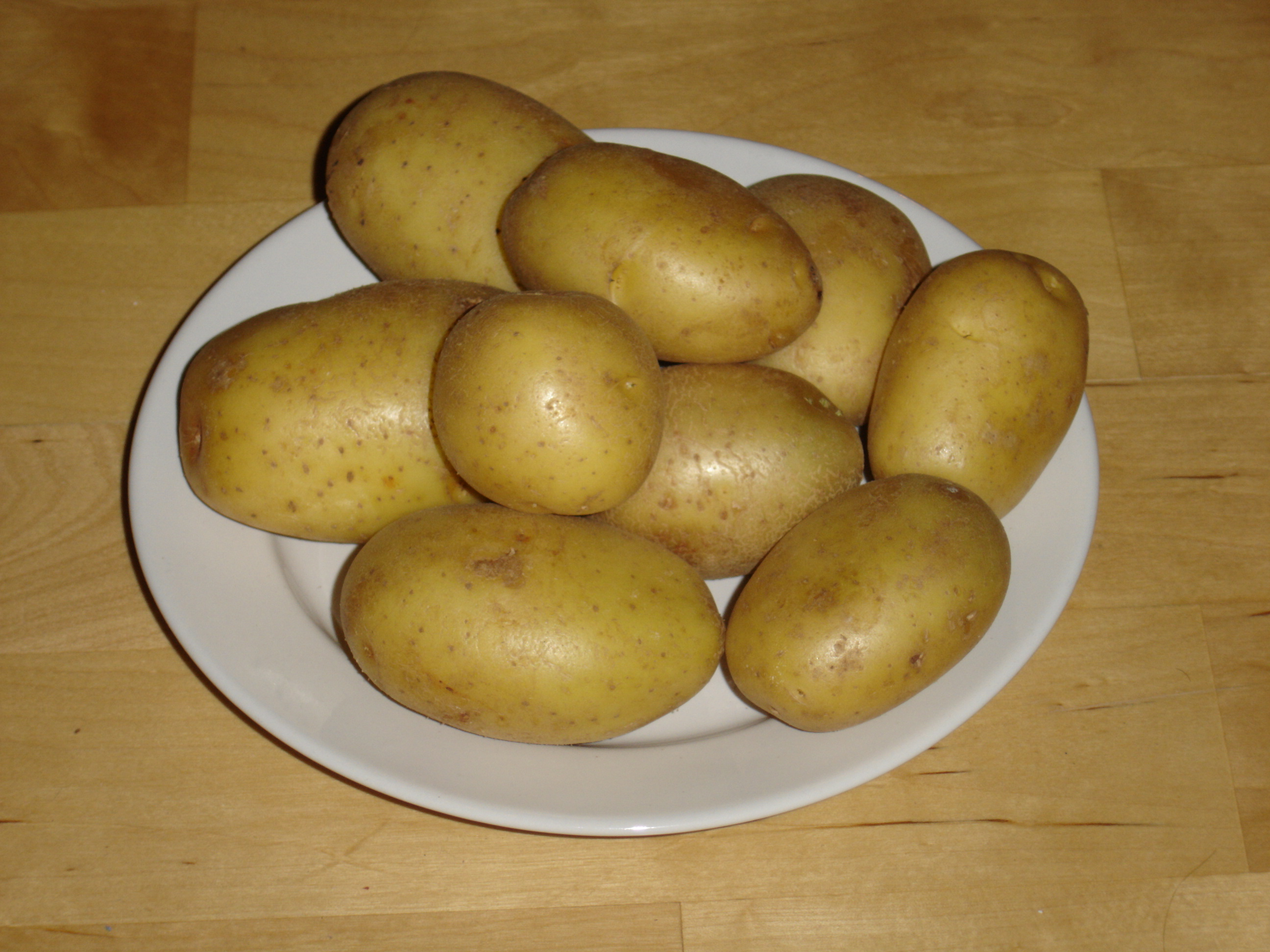
Patata.

La patata de Prades es una variedad Kennebec de patata que se cultiva en las Montañas de Prades, enclavadas en la Cordillera Prelitoral catalana, concretamente en Prades, Capafons, Febró y Arbolí, localidades pertenecientes a la comarca tarraconense del Bajo Campo, y es considerada por muchos expertos la patata de más calidad de toda España, por lo que su precio es superior al resto de variedades. 

## Características
Las diferencias con otras variedades de patata son: su color blanco en el interior de textura harinosa, la piel es de un color amarillento, son muy dulces y se adaptan perfectamente a la cocción.
Se cultiva de una forma tradicional, y en altitud por lo que las condiciones climáticas les confieren unas características especiales.
Contiene el doble de almidón que la mayoría de las demás variedades de patata.
Suelen ser de un calibre de entre 40 y 80 mm.

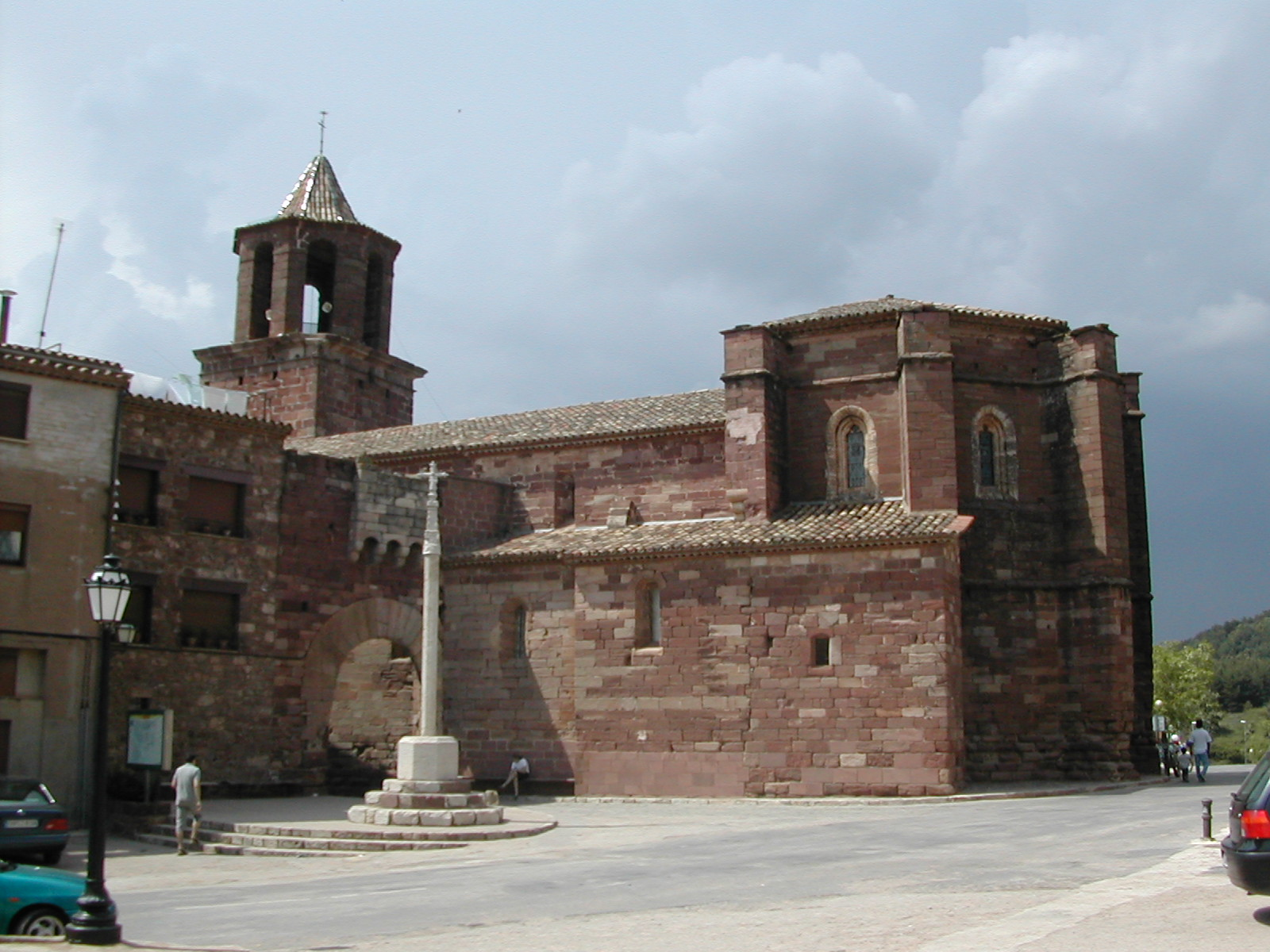
Iglesia de Santa María de Prades.

## Denominación de origen
Desde el año 2002 le fue otorgada la etiqueta de Indicación Geográfica Protegida.

## Fiestas y tradiciones
En la localidad de Prades se celebra cada año en el tercer domingo del mes de septiembre una fiesta para celebrar el inicio de la "Campaña de la patata de Prades".